# Saint-Julien-du-Tournel
Saint-Julien-du-Tournel ist eine ehemalige französische Gemeinde mit 114 Einwohnern (Stand: 1. Januar 2022) im Département Lozère in der Region Okzitanien.  Die Gemeinde bestand aus zwölf Weilern (hameaux), die zum Teil bereits verlassen sind oder nur noch eine Handvoll Einwohner hatten.
Saint-Julien-du-Tournel wurde mit Wirkung vom 1. Januar 2017 mit den Gemeinden Bagnols-les-Bains, Belvezet, Le Bleymard, Chasseradès und Mas-d’Orcières zu einer Commune nouvelle mit dem Namen Mont Lozère et Goulet zusammengeschlossen, wo sie seither über den Status einer Commune déléguée verfügt.

## Lage
Saint-Julien-du-Tournel liegt auf etwa 950 Metern Höhe ü. d. M. am Oberlauf des Flusses Lot im südlichen Zentralmassiv in der Region Cevennen. Der höchste Berg der Cevennen, der Mont Lozère, liegt etwa 20 Kilometer südlich des Ortes; die nächstgelegene größere Stadt ist das etwa 22 Kilometer (Fahrtstrecke) westlich gelegene Mende.

## Bevölkerungsentwicklung
| Jahr      | 1962 | 1968 | 1975 | 1982 | 1990 | 1999 | 2006 | 2017 |
| Einwohner | 264  | 183  | 148  | 146  | 109  | 109  | 98   | 131  |

Die Bevölkerungszahl der Gemeinde lag bis 1876 bei deutlich über 1.000 Personen. Der danach einsetzende Bevölkerungsrückgang ist ganz wesentlich ein Resultat des Wegzugs vieler Einwohner infolge des zunehmenden Wegfalls von Arbeitsplätzen durch die Mechanisierung der Landwirtschaft.

## Wirtschaft
Traditionell spielte die Landwirtschaft und hier in erster Linie die Schafzucht die wichtigste Rolle im Wirtschaftsleben der Gemeinde. Seit den 1960er und 1970er Jahren ist der Tourismus in Form der Vermietung von Ferienhäusern (gîtes) als Einnahmequelle hinzugekommen.

## Geschichte
Die romanische Kirche und die Burg weisen auf eine mittelalterliche Besiedlung des Ortes hin. Der Hundertjährige Krieg (1337–1453) ging spurlos am Ort vorbei; im Verlauf der Hugenottenkriege (1562–1598) wurde die Burg zerstört.

## Sehenswürdigkeiten

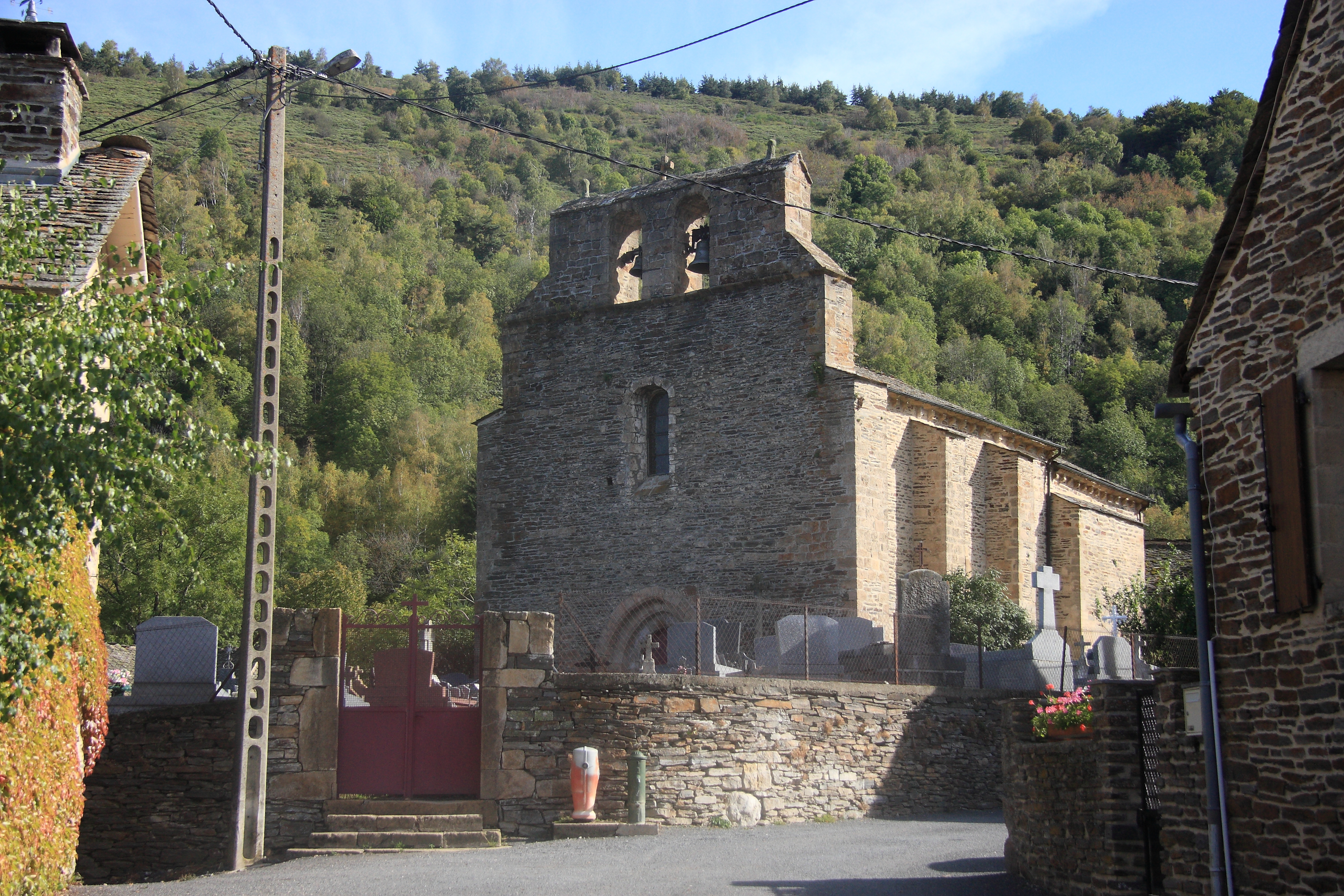
Église Saint-Julien

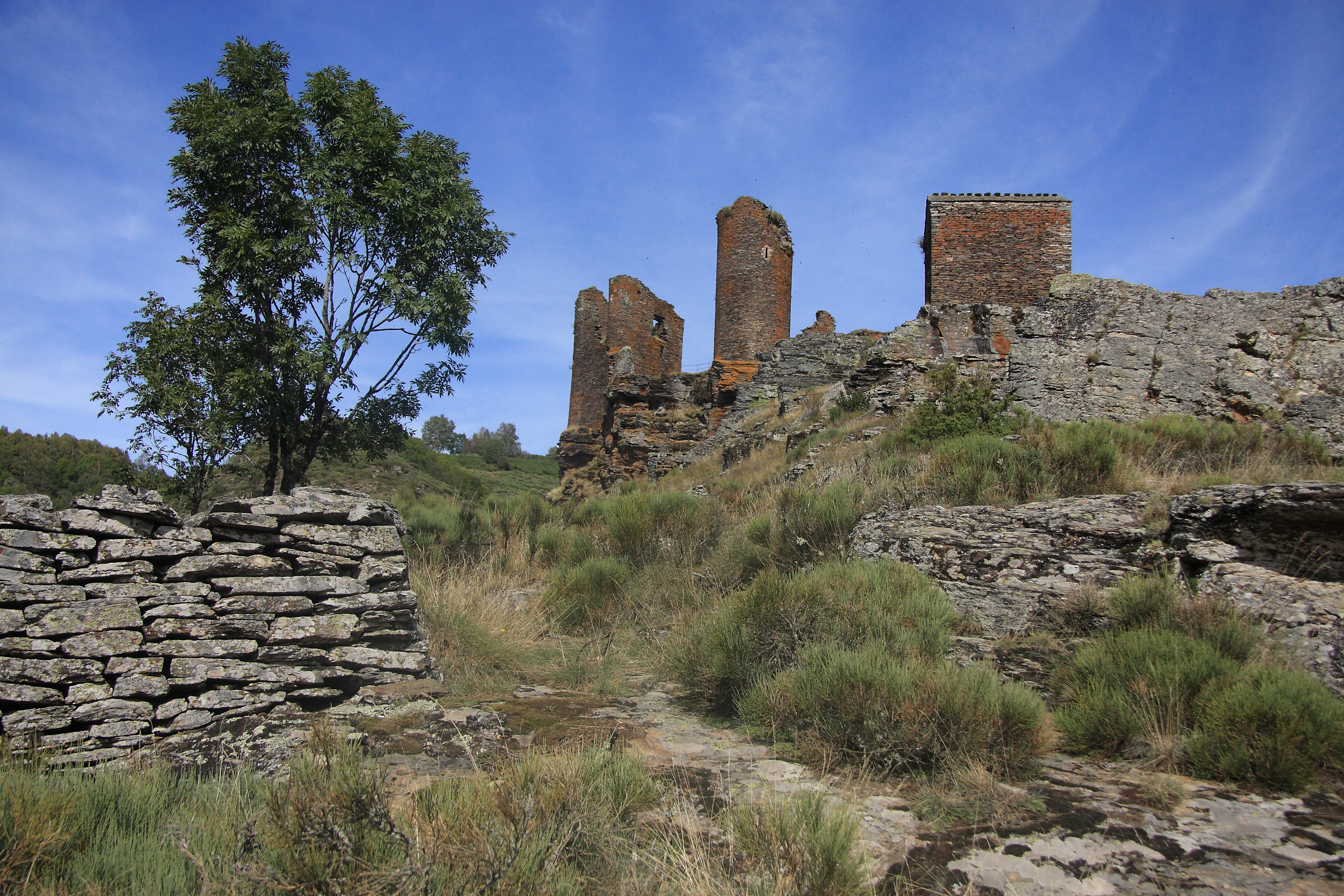
Château de Tournel

- Die im Jahr 1229 erstmals erwähnte und beinahe gänzlich aus Bruchsteinen errichtete romanische Kirche Saint-Julien war bis zum 15. Jahrhundert die Grablege der Burgherren und ihrer Familienangehörigen. Sie erhielt bereits im 14. Jahrhundert ein gotisches Portal aus profiliertem Sandstein, der in der Gegend nicht vorkommt, sondern von weither herbeigeschafft werden musste. Der breitgelagerte Glockengiebel ist aus deutlich besser behauenen Steinen errichtet als der Großteil der Westfassade, was eine spätere Hinzufügung nahelegt. Das einschiffige und tonnengewölbte Innere der Kirche wurde später verputzt und die Apsis mit dekorativen Fresken geschmückt; im Scheitel der Apsiskalotte findet sich inmitten eines Strahlenkranzes die Darstellung des Heiligen Geistes in Gestalt einer Taube. Der Kirchenbau wurde im Jahr 1931 als Monument historique[1] anerkannt.
- Die Türme der mittelalterlichen Burgruine des Château du Tournel überragen den Ort und das Tal des Lot; allein schon wegen der Aussicht lohnt sich der Aufstieg. Die als uneinnehmbar geltende Burg wurde jedoch bereits zu Beginn des 14. Jahrhunderts von den Burgherrn verlassen. Während der religiösen Auseinandersetzungen des 16. Jahrhunderts wurde sie von den Protestanten zerstört.
- In den Weilern der Umgebung des Ortes finden sich mehrere kleine freistehende Bauwerke mit einer Sturmglocke (clocher de tourmente); diese Glocken sollten bei herannahenden oder bereits aktiven Unwettern Feldarbeiter, Hirten und Wanderer warnen oder ihnen den Weg weisen und hatten gleichzeitig eine unheilabwehrende (apotropäische) Funktion (Wetterläuten). Die noch erhaltenen Bauwerke dieser Art wurden allesamt im Jahr 1992 als Monuments historiques[2][3][4] anerkannt.

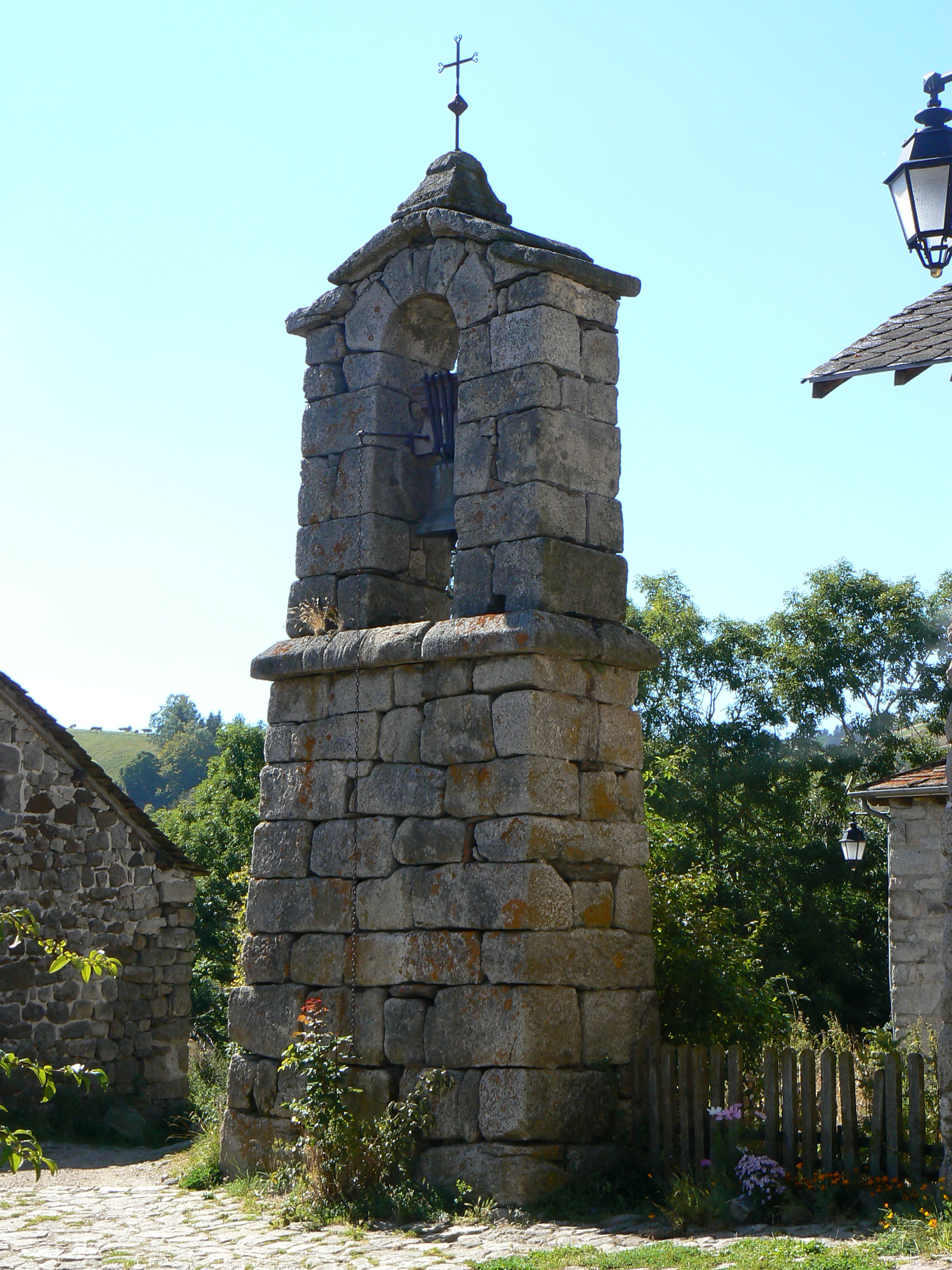
Clocher de tourmente des Sagnes
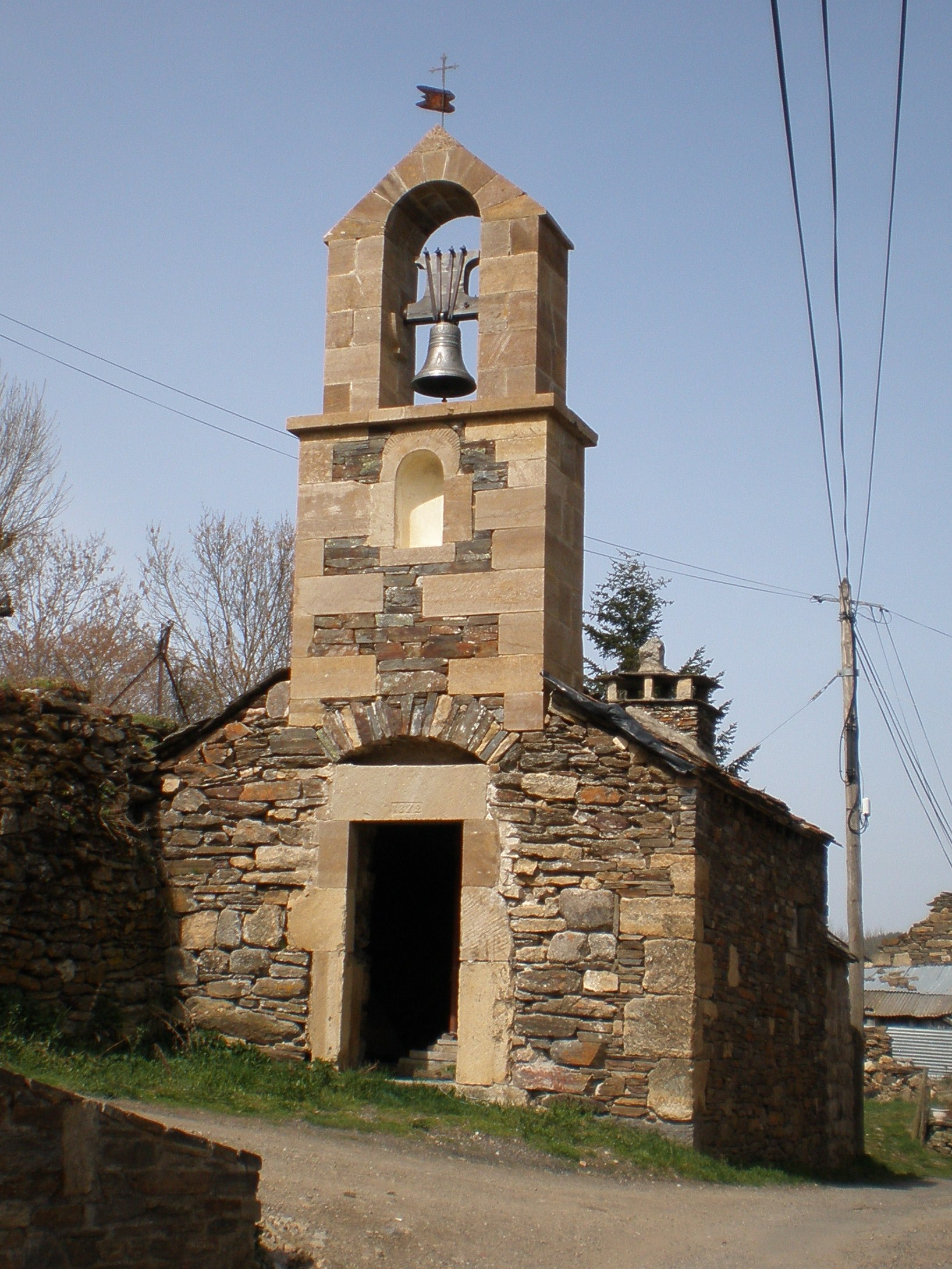
Clocher de tourmente d'Oultet
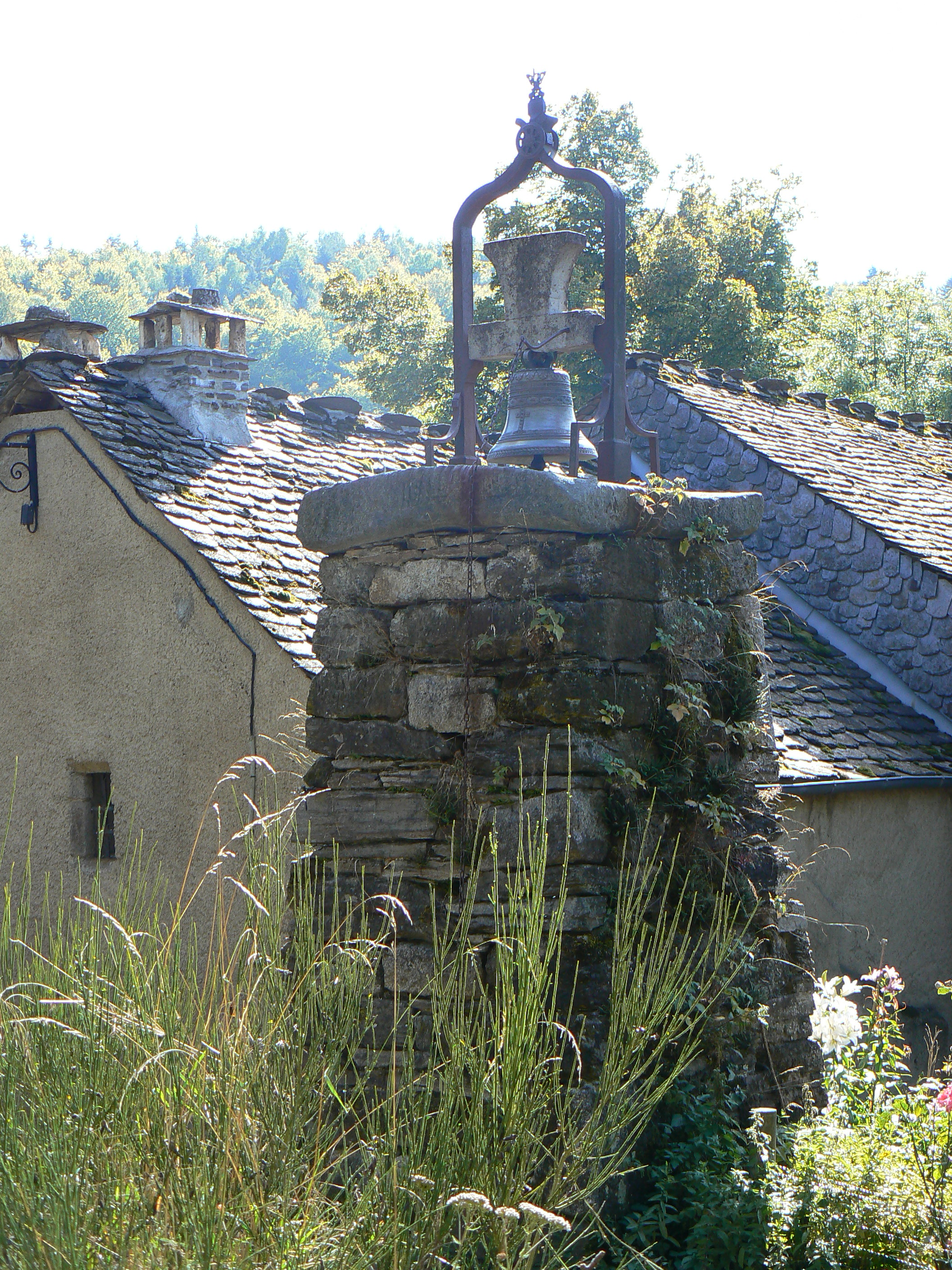
Clocher de tourmente d'Auriac

## Persönlichkeiten
- Peter Maurin (1877–1949), Mitbegründer der Catholic-Worker-Bewegung wurde im Weiler Oultet geboren.